# Netelia gigantia
Netelia gigantia är en stekelart som beskrevs av Nikam 1973. Netelia gigantia ingår i släktet Netelia och familjen brokparasitsteklar. Inga underarter finns listade i Catalogue of Life.